# Paranthropus
O Paranthropus ("Paralelo ao Homem") é um gênero extinto de hominídeos. O gênero Paranthropus existia em três espécies: Paranthropus aethiopicus, Paranthropus boisei e Paranthropus robustus. Às vezes é sugerido que Paranthropus e Homo são táxons irmãos, ambos evoluindo do Australopithecus. Isso pode ter ocorrido durante uma tendência de secagem de 2,8-2,5 milhões de anos atrás no Grande Vale do Rift, que causou o recuo de ambientes de floresta em favor de savana aberta, com florestas crescendo apenas ao longo de rios e lagos. O Homo evoluiu no primeiro ambiente, o de savanas abertas, e o Paranthropus no segundo, na zona ripária.
Essas espécies são muito antigas, o Paranthropus aethiopicus é um dos Hominídeos mais velhos já encontrados, o Paranthropus boisei foi o primeiro a chegar na costa leste da África e o primeiro hominídeo a viver dentre as pastagens secas da África, que se a semelhava a o que é hoje uma savana africana.
E o Paranthropus boisei que é mais um primitivo do Homo sapiens (homem moderno). Ele tinha uma qualidade e defeito, sua mandíbula era muito forte e seus dentes eram mais fortes ainda, para mastigar as folhas secas da savana, mas como o seu cérebro não era igual a sua mandíbula, forte, então era uma presa fácil para outros animais.
Os machos adultos eram maiores, em média, do que as fêmeas (dimorfismo sexual). Em uma espécie do gênero, Paranthopus  boisei, o machos pesavam cerca de 49 kg e atingiam cerca de 1,37 m e altura, enquanto as fêmeas pesavam cerca de 34 kg e tinham 1,24 m de altura. Isso pode refletir poligamia - construção de harém, como se vê nos gorilas de hoje, que vivem em um ambiente de floresta tropical. Numa sociedade de harém, um macho tem direitos de reprodução exclusivos para um grupo de fêmeas, já que a disparidade de tamanho entre machos e fêmeas das espécies do gênero era comparável a dos gorilas (com base nas dimensões faciais). Os machos mais jovens também eram menos robustos do que os machos mais velhos (maturidade tardia também é exibida em gorilas). Porém, como os Paranthopus preferiam um habitat de savana, uma sociedade com vários machos teria sido mais produtiva para defender melhor o bando de predadores no ambiente mais exposto, como o fazem os babuínos da savana.Além disso, entre os primatas, a maturidade atrasada também é exibida no macaco rhesus, que tem uma sociedade com vários machos, e pode não ser um indicador preciso da estrutura social.
Um estudo de 2011 que utilizou razões de isótopos de estrôncio em dentes fossilizados também sugeriu que há cerca de 2 milhões de anos, entre os grupos de Australopithecus e de Paranthropus do sul da África, as fêmeas tendiam a se estabelecer mais longe da sua região de nascimento do que os machos, ou seja a espécie tinha um sistema patrifocal. Em um sistema patrifocal, fêmeas que estão no grupo não são aparentadas, ao passo que os machos são, já que eles permanecem no bando em que nasceram, e esta associação entre os machos é bastante influente em seu comportamento. Geralmente, grupos assim são pequenos. Isso também descarta a plausibilidade de uma sociedade de harém, que teria resultado em uma sociedade matrilocal devido ao aumento da competição homem-homem.
Não são considerados antepassados da espécie humana mas sim uma espécie de hominídeo bípede com um ancestral em comum com o Homo habilis (ancestral  da  espécie  humana).
O comportamento do Paranthropus era bem diferente da do gênero Homo, na medida em que não era tão adaptável ao seu meio ambiente ou tão engenhoso. A evidência disso existe sob a forma de sua fisiologia que foi especificamente adaptada a uma dieta de larvas e plantas. Isso teria tornado mais dependente de condições ambientais favoráveis do que os membros do gênero Homo, como o Homo habilis, que comeria uma variedade muito maior de alimentos. Portanto, porque era uma espécie especializada, tinha mais dificuldade em se adaptar a um clima em mudança, levando à sua extinção.
Eles estão associados a ferramentas ósseas e contestadamente a evidência mais antiga de uso de fogo. Habitavam tipicamente bosques ao longo de rios e lagos e coexistiam com algumas espécies humanas primitivas, como Australopithecus africanus, Homo habilis e Homo erectus. Eles eram predados pelos grandes carnívoros da época, especificamente crocodilos, leopardos, felino com dentes de sabre como o Dinofelis e Megantereon e hienas.